# Пежо тип 96
Пежо тип 96 (фр. Peugeot Type 96) је моторно возило произведено 1907. од стране француског произвођача аутомобила Пежо у њиховој фабрици у Оданкуру. У том раздобљу је укупно произведено 55 јединица.
Возило покреће четвороцилиндрични четворотактни мотор који је постављен напред, а преко кардана је пренет погон на задње точкове. Његова максимална снага била је 12 КС и запремине 2.207 cm³.
Тип 96 је произведен само у варијанти 96 Б са међуосовинским растојањем 303,5 цм и размаком точкова 135 цм. Облик каросерије је дупли фетон и има места за четири особе.